# Bartolomeo Campomenoso
Bartolomeo Campomenoso (Anversa, 23 marzo 1597 – Aartselaar, 26 aprile 1670) è stato un mercante e presbitero fiammingo.

## Biografia
Bartolomeo Campomenoso fu un mercante attivo ad Anversa nelle Fiandre. La famiglia era originaria di Genova ed apparteneva alla colonia italiana presente nella città sulla Schelda. Si occupò di scambi commerciali e operazioni di cambio alla guida della compagnia fondata dal padre Cipriano Campomenoso. Il 21 gennaio 1626 acquistò la signoria di Kauwerburg nella regione del Waasland, che si estendeva su sette villaggi (Temse, Baersele, Tielrode, Elversele, Lokeren, Smael e Haasdonck). La gestione della compagnia commerciale si rivelò un completo fallimento e Bartolomeo dilapidò in fretta il capitale accumulato dal padre. I tentativi di salvare il patrimonio attraverso l'acquisto di alcune vetrerie di Anversa e la fornitura di materiale all'esercito spagnolo stanziato nelle Fiandre non sortirono gli effetti sperati. 
In seguito Bartolomeo Campomenoso si trasferì ad Aartselaar, presso la sua signoria di Heysselaer, e il 20 giugno 1641 fu nominato luogotenente dei falconieri di Aartselaar e altre località tra Lier e Anversa.  
Nel 1655 decise di prendere i voti e nel 1656 fu ordinato sacerdote.